# Woapikamikunk
Woapikamikunk (at the place where there is much white earth, Gerard), najveće od šest sela Delaware Indijanaca što su se nalazila u dolini rijeke White River u Indijani, okrug Madison. Naseljeno je vjerojatno nakon 1795. godine, a među njima djelovao je misionar Abraham Luckenbach (1777–1854).
Zemlja Delawaraca u Indijani prodana je SAD-u 1818.